# Rudnica (dopływ Noteci)
Rudnica – rzeka o długości 13,8 km, prawy dopływ Noteci. Powierzchnia zlewni rzeki wynosi 44 km².
W całości płynie na obszarze Kotliny Gorzowskiej. Ma źródło na zachód od wsi Runowo, skąd płynie w kierunku wschodnim. Ok. 1,4 km przed wsią Radosiew przyjmuje od lewego brzegu (z północy) strugę Rudawkę. Za Radosiewem zaczyna płynąć w kierunku południowo-wschodnim i przepływa przez wieś Kuźnica Czarnkowska. Uchodzi do Noteci ok. 1,5 km na północ od granic miasta Czarnkowa.
Większość dna doliny Rudnicy zajmują grunty hydrogeniczne. Fragment doliny rzeki zajmują lasy wodochronne.

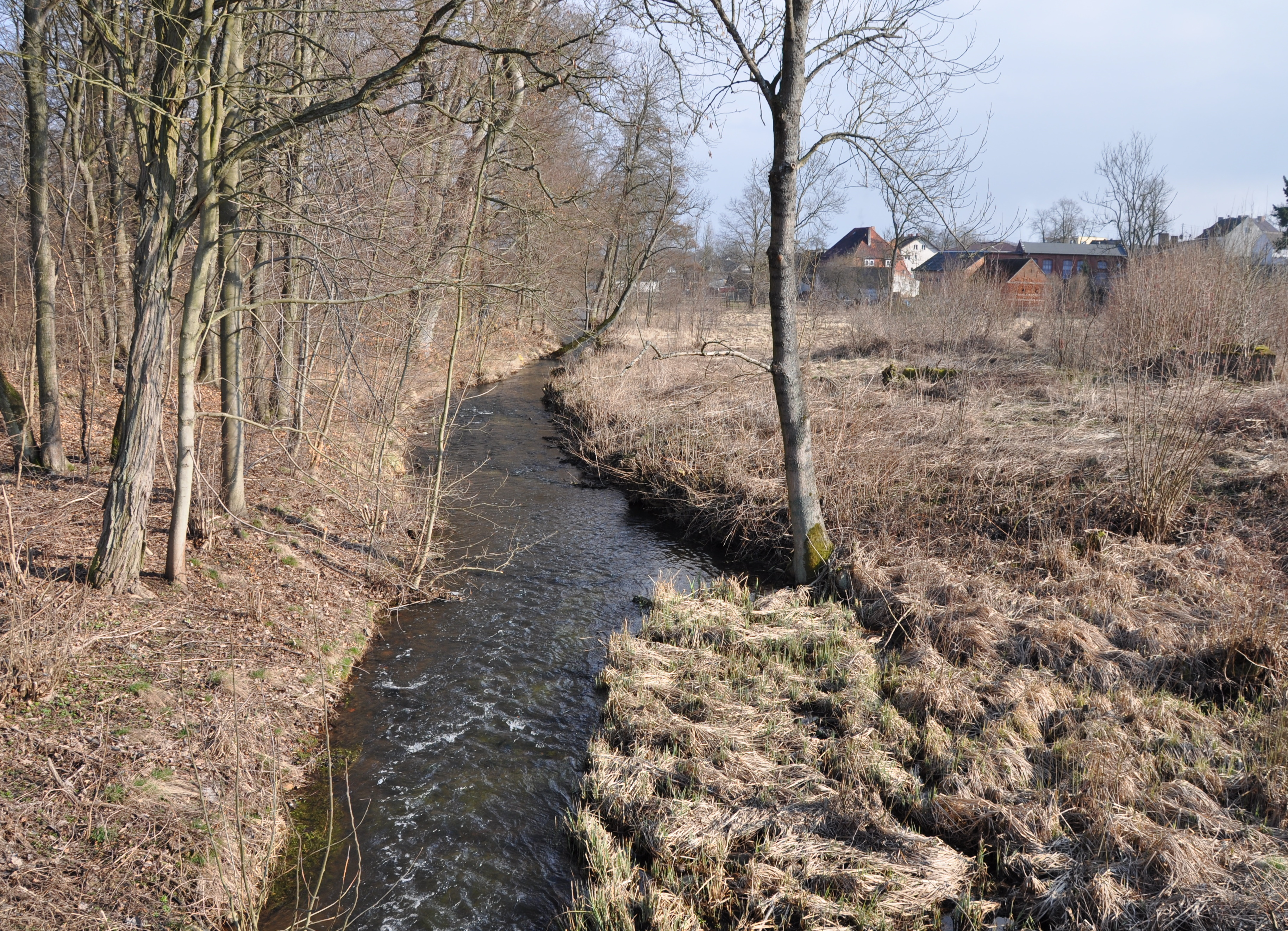
Rudnica z mostu drogi wojewódzkiej nr 178, w Kuźnicy Czarnkowskiej

Ujściowy odcinek Rudnicy przepływa przez obszar specjalnej ochrony ptaków Nadnoteckie Łęgi oraz specjalny obszar ochrony siedlisk Dolina Noteci.
Rzeka charakteryzuje się małym przepływem o średniej wartości 0,16 m³/s.
Nazwę Rudnica ustalono urzędowo w 1949 roku, zastępując poprzednią niemiecką nazwę Hammer Fließ.